# Parolinia

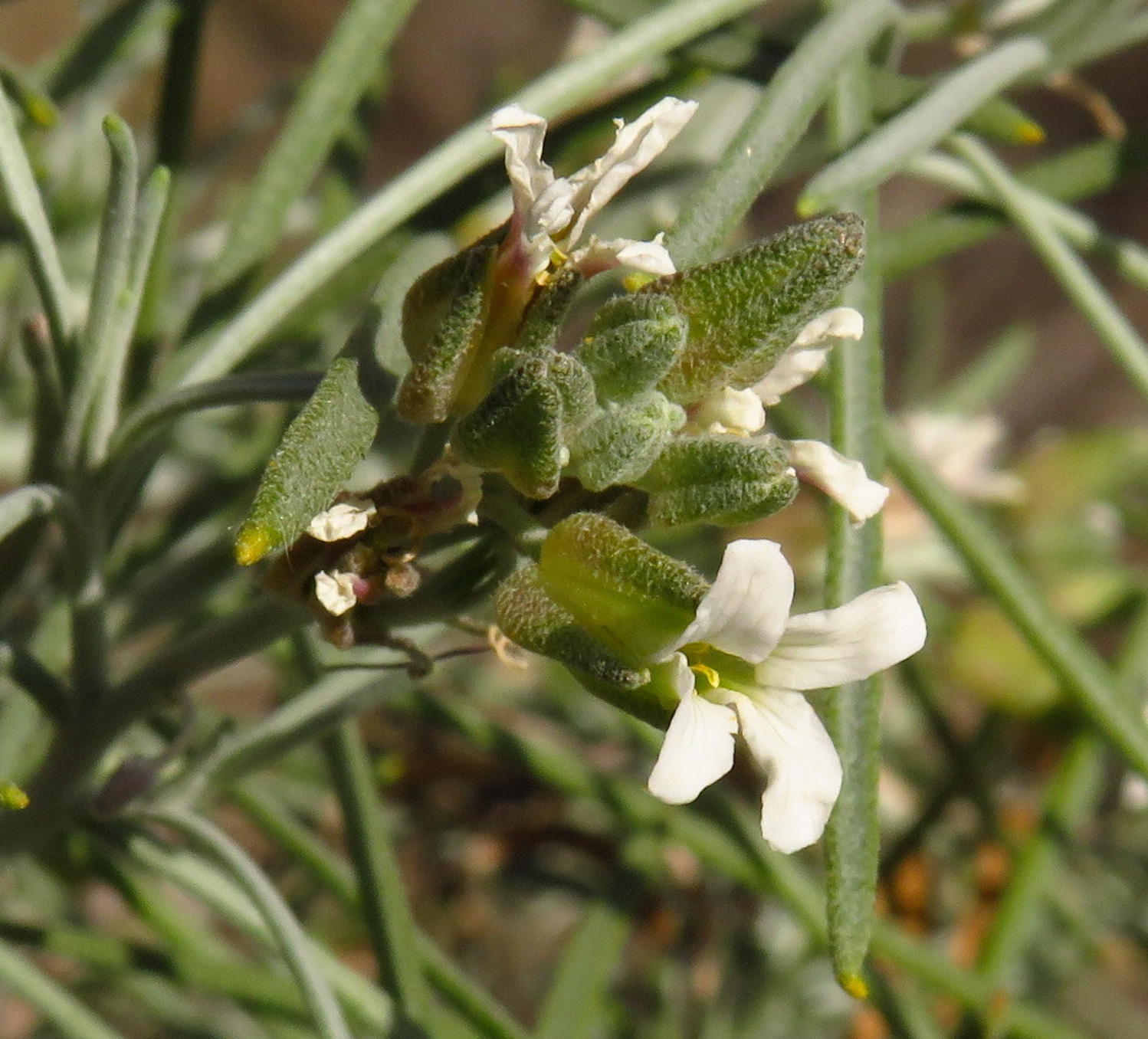
Parolinia ornata en Güigüí, en la isla de Gran Canaria.

Parolinia es un género de fanerógamas perteneciente a la familia Brassicaceae. Se trata de un género endémico de las Islas Canarias, conformado en la actualidad por siete especies, estando todas, excepto Parolinia ornata, catalogadas de alguna manera en peligro.
Su distribución en las Islas Canarias es generalmente restringida, ocupando siempre el mismo tipo de hábitat en laderas secas y soleadas de los pisos basales, con ligeras variaciones altitudinales. 

## Taxonomía
El género fue descrito por Philip Barker Webb y publicado en Annales des Sciences Naturelles; Botanique, sér. 2, 13: 133. 1840. La especie tipo es:  Parolinia ornata. 

## Especies
- Parolinia aridanae: arbusto densamente ramificado desde la base, con corteza amarillenta y fisurada. Hojas carnosas con nervio medio bien marcado. Pétalos rosado-liliáceos y semillas redondeadas con margen hialino. Endemismo de la isla de La Palma, con una única población conocida en Charco Verde (Los Llanos de Aridane).
- Parolinia filifolia: arbusto de corteza grisácea-marrón, con hojas filiformes, tomentosas con pelos estrellados. Inflorescencias terminales, con flores de pétalos blancos o rosa claro. Endemismo de Gran Canaria, con poblaciones en diversas localidades, siendo su presencia muy rara.
- Parolinia gabriuscula: arbusto de corteza castaño-grisáceo, de hojas lihgeramente glaucas pero con pelos estrellados. Inflorescencia de pétalos blancos o rosáceos, linear-espatulados. Endemismo de Gran Canaria, presente únicamente en la Caldera de Bandama.
- Parolinia intermedia: arbusto de corteza cenicienta, de hojas alternas algo crasas y densamente pelosas. Pétalos de color rosa y a veces blancos, espatulados. Endemismo de la isla de Tenerife, presente en el noroeste y suroeste de la misma.
- Parolinia ornata: arbusto de ramas jóvenes blanco-tomentosas y maduras marrón-oscuras. Flores brevemente pediceladas, con pétalos rosados de margen hialino. Endemismo de Gran Canaria, localizada en el suroeste y sureste de la isla.
- Parolinia platypetala: arbusto de ramas incano-tomentosas (jóvenes) y marrón oscuras (maduras), con hojas sésiles altamente tomentosas. Pétalos blancos o rosa claro, espatulados y crenados. Endemismo de Gran Canaria, con presencia en el Barranco de Guayadeque.
- Parolinia schizogynoides: arbusto de corteza grisáceo-lutescente, hojas lineares y grasas densamente cubiertas de pelos blancos. Pétalos blanquecinos o rosa pálido, con ápices redondeados. Endemismo de la isla de La Gomera.